# Tresivio
Tresivio är en ort och kommun i provinsen Sondrio i regionen Lombardiet i Italien. Kommunen hade 1 988 invånare (2018).